# Alpen-Lieschgras
Das Alpen-Lieschgras (Phleum alpinum) ist eine Art aus der Gattung der Lieschgräser (Phleum) innerhalb der Familie der Süßgräser. Es wächst im Mittelgebirge und Gebirge in großen Teilen Europas, aber auch in Asien und Nord- und Südamerika.

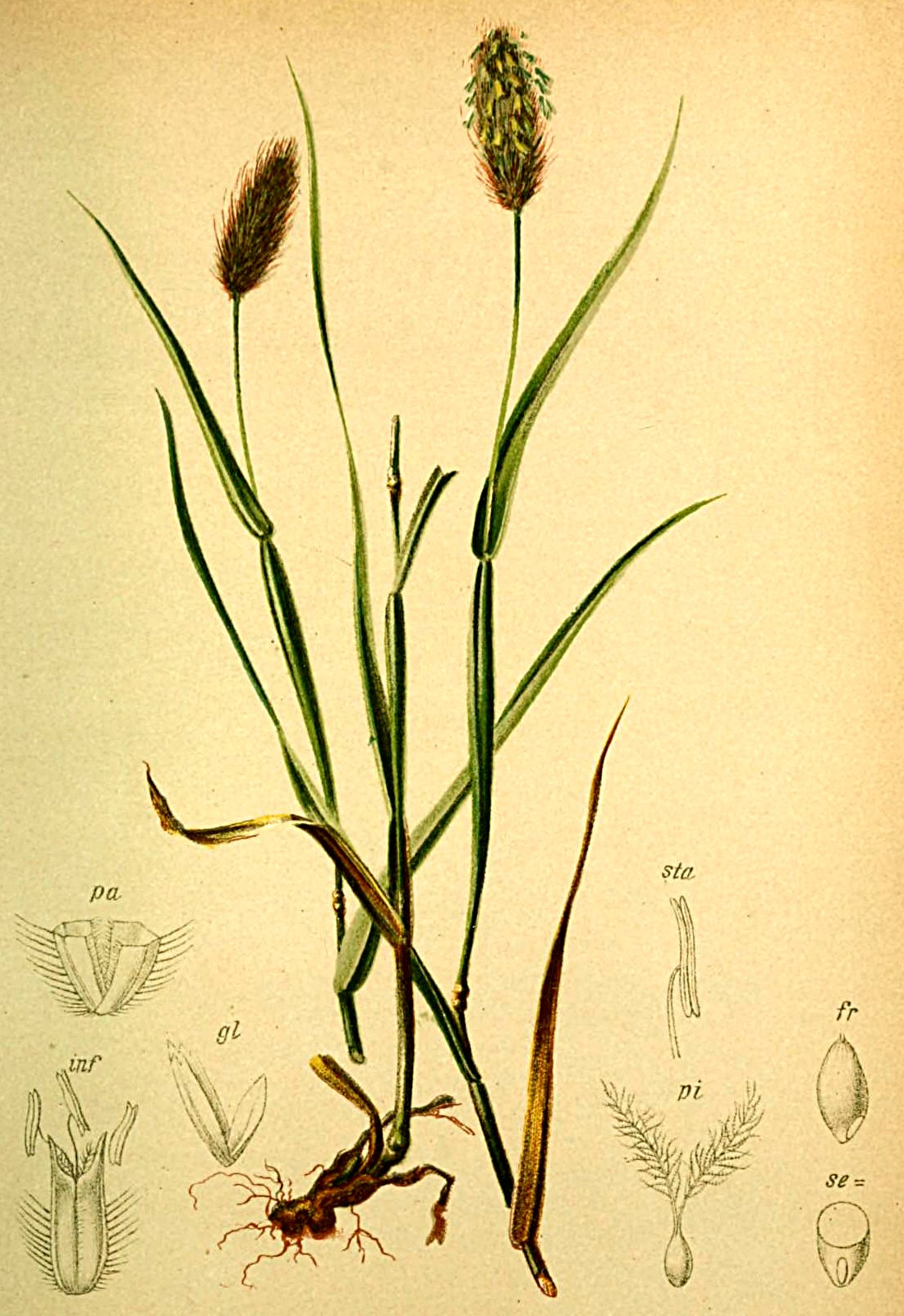
Illustration aus Anton Hartinger: Atlas der Alpenflora (1882)

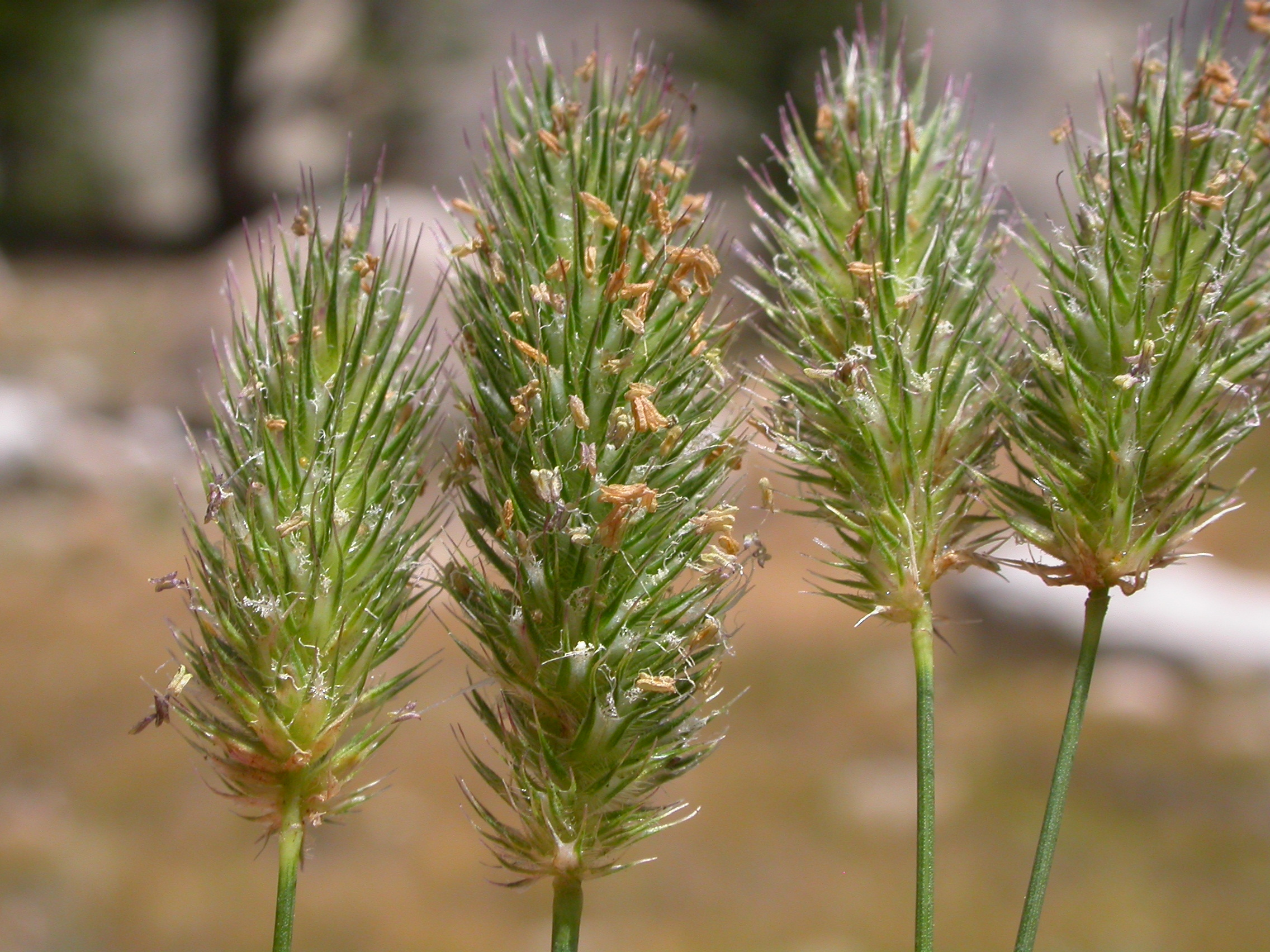
Blütenstände

## Beschreibung
Das Alpen-Lieschgras ist ein ausdauerndes, rasenbildendes Gras mit langen Rhizomen. Die zahlreichen Erneuerungssprossen wachsen sowohl innerhalb als auch außerhalb der untersten Blattscheide empor. Die Halme werden bis zu 25 Zentimeter hoch und wachsen meist gekniet-aufsteigend. Je Halm werden zwei bis vier Knoten gebildet. Die Blätter sind in Blattscheide und Blattspreite unterteilt. Die Blattscheiden am Grund des Halms wachsen dicht zusammen und zerfasern im Alter. Das Blatthäutchen (Ligula) ist ein 2 bis 3 Millimeter langer, zerschlitzter und häutiger Saum. Die Blattspreite ist 15 Zentimeter lang, 3 bis 8 Millimeter breit und kahl.

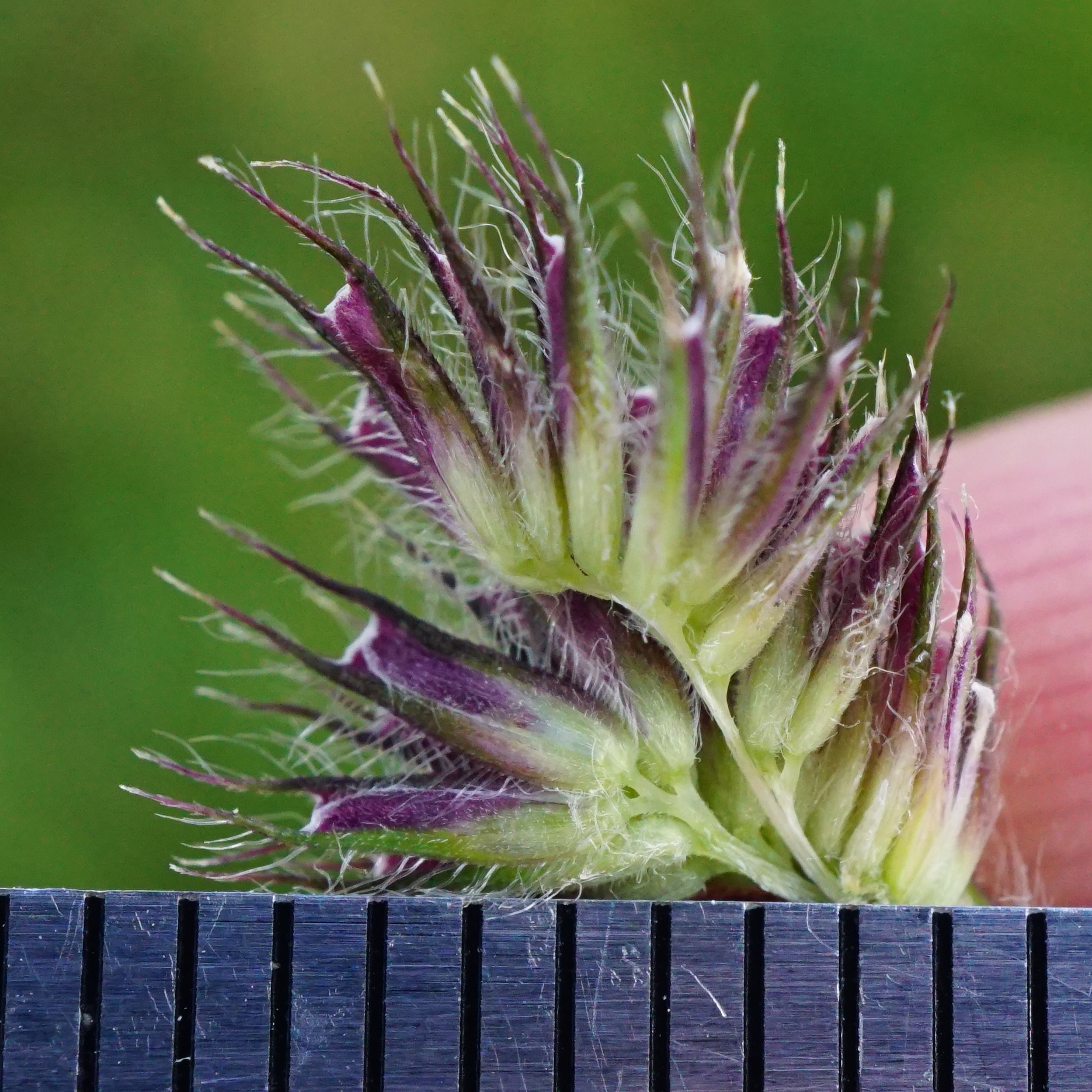
Ährchen vom Graubündener Lieschgras (Phleum rhaeticum)

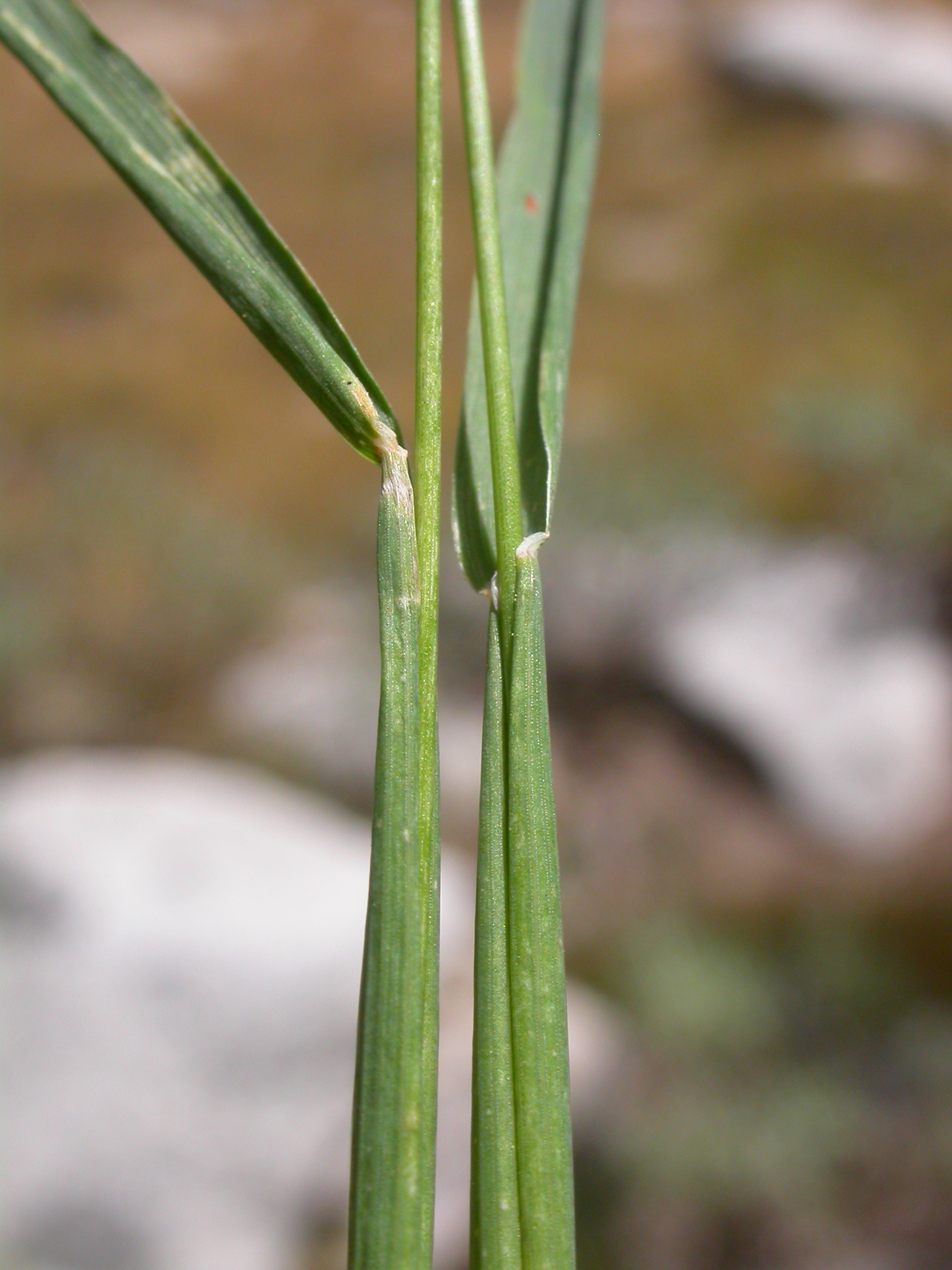
Halme mit Blattscheiden und Blattspreiten vom Alpen-Lieschgras (Phleum alpinum)

Als Blütenstände werden 1 bis 3 Zentimeter lange und 7 bis 15 Millimeter breite, eiförmige bis kurz-zylindrische Rispen gebildet. Die Ährchen sind einblütig und mit der Granne 5,5 bis 7,5 Millimeter lang. Die Ährchenachse reicht nicht über das Blütchen hinaus. Die beiden Hüllspelzen gleichen einander, sie sind dreinervig, 3 bis 3,5 Millimeter lang, gekielt und am oberen Ende gestutzt. Der Kiel ist mit etwa 1 Millimeter langen, kammförmig angeordneten Wimpern besetzt und läuft in eine 2,5 bis 4,5 Millimeter lange und kahle Granne aus. Die Deckspelze ist eiförmig, gestutzt, etwa 2,5 Millimeter lang, häutig, nicht gekielt und fünf- bis siebennervig. Die Nerven sind fein behaart und laufen am oberen Rand der Spelze in kleinen Spitzen aus. Die Vorspelze ist zweinervig und etwas kürzer als die Deckspelze. Es werden zwei Schwellkörper (Lodiculae) gebildet. Die drei Staubbeutel sind 1,5 bis 2,2 Millimeter lang. Der Fruchtknoten ist unbehaart. Als Früchte werden 1,8 bis 2 Millimeter lange Karyopsen mit punktförmigem Hilum gebildet. Die Blütezeit reicht von Juni bis August.
Die Chromosomenzahl beträgt 2n = 28, seltener 2n = 14.

## Verwechslungsmöglichkeiten
Nahe verwandt mit Phleum alpinum L. ist Phleum rhaeticum (Humphries) Rauschert. Das Alpen-Lieschgras (Phleum alpinum) unterscheidet sich vom Graubündner Lieschgras (Phleum rhaeticum) durch die nur 1–3 Zentimeter lange Rispe und die ganz kahle Granne der Hüllspelzen. Auch wird die Art nur 10–25 Zentimeter hoch und nicht 20–50 Zentimeter, wie Phleum rhaeticum. Manche Autoren allerdings betrachten Phleum rhaeticum als ein Synonym zu Phleum alpinum. Andere Autoren stellen Phleum rhaeticum als Unterart Phleum alpinum subsp. rhaeticum Humphries zu Phleum alpinum.

## Verbreitung und Ökologie
Das natürliche Verbreitungsgebiet der Art reicht in Europa von Grönland und Island über Schottland und Skandinavien bis in die arktischen Gebiete Russlands und zu den westeuropäischen und mitteleuropäischen Gebirgen. In Asien reicht es über Sibirien, die Türkei und den Kaukasus bis zur Halbinsel Kamtschatka, der Volksrepublik China, Japan (man findet es auf Hokkaidō und Honshu) und Indien. Es wächst auch in den Gebirgen im Westen Nordamerikas und in den Anden.
In Europa kommt es in fast allen Ländern vor und fehlt nur in Portugal, Irland, Belgien, den Niederlanden, in Dänemark, im Baltikum, in der Slowakei, in Moldau und im euriopäischen Teil der Türkei.
In den Alpen kommt es zerstreut und häufig in Gruppen in der subalpinen und  tieferliegenden alpinen Höhenstufe vor und wächst bis in Höhenlagen von 2900 Metern. Im Irak kommt es zwischen 3000 und 3100 Meter Meereshöhe vor, in Afghanistan erreicht es 3800 Meter und in Westpakistan 4000 Meter.
Im Bayerischen Wald wächst es beispielsweise auf dem Arber, dem Rachel und dem Lusen. Man findet es auch im Riesengebirge und im Isergebirge, jedoch nicht im Erzgebirge. Es wächst an Bachufern, in Schneetälern und Flachmooren und manchmal auf feuchtem, feinem Schieferschutt. Die Böden, auf denen es gedeiht sind sauer, nährstoffarm, kalkarm, nasskalt, tonig oder torfig und lange von Schnee bedeckt.
Die ökologischen Zeigerwerte nach Landolt et al. 2010 sind in der Schweiz: Feuchtezahl F = 4w (sehr feucht aber mäßig wechselnd), Lichtzahl L = 4 (hell), Reaktionszahl R = 2 (sauer), Temperaturzahl T = 1+ (unter-alpin, supra-subalpin und ober-subalpin), Nährstoffzahl N = 2 (nährstoffarm), Kontinentalitätszahl K = 2 (subozeanisch).

## Systematik und Forschungsgeschichte
Das Alpen-Lieschgras (Phleum alpinum) ist eine Art aus der Gattung der Lieschgräser (Phleum), die in der Familie der Süßgräser (Poaceae) der Unterfamilie Pooideae, Tribus Poeae und Untertribus Alopecurinae zugeordnet wird. Die Art wurde 1753 von Carl von Linné in Species Plantarum Tomus 1, S. 59 wissenschaftlich erstbeschrieben. Synonyme der Art sind unter anderen Phleum arcticum Giesecke ex Lange, Phleum capitatum Scop., Phleum commutatum Gaudin, Phleum commutatum var. americanum (E.Fourn.) Hultén, Phleum geniculatum Bellardi ex Vitman, Phleum gerardii Panz., Phleum haenkeanum J.Presl, Phleum mouterdei A.Camus, Phleum nigricans Willd. ex Trin., Phleum ovatum Jacquem. ex Hook.f., Phleum parviceps (Briq.) Rouy, Phleum pratense subsp. alpinum (L.) Asch. & Graebn., Phleum pratense var. alpinum (L.) Celak., Phleum pratense var. alpinum (L.) Schreb., Phleum pratense subsp. alpinum (L.) Čelak., Phleum subalpinum Brügger, Phleum vaginatum Sennen, Plantinia alpina (L.) Bubani und Plantinia tournefortii Bubani.